# Миро Млађеновић
Миро Млађеновић (Прњавор, 2. фебруар 1947 — Бања Лука, 28. април 2007) био је дугогодишњи новинар и уредник Гласа Српске, политичар,  карикатуриста, стрип умјетник и режисер из Бања Луке.

## Биографија
Миро Млађеновић рођен је у Прњавору 1947. Био је главни и одговорни уредник „Гласа Српске“ и један је од ветерана бањолучког стрипа. Почео је као сарадник бањолучког дневног листа "Глас" 1976. Све је прошао - од ликовног сарадника до уредника, писца колумнисте, све до главног и одговорног уредника "Гласа српског" у ратним годинама. Млађеновић је био један од оснивача Српске демократске странке, а послије Одбрамбено-отаџбинског рата неко вријеме је обављао функцију помоћника министра одбране Републике Српске. Такође, био је један период и помоћник министра за информације у Влади Републике Српске. Био је оснивач и директор радија и телевизије "Свети Георгије" из Бања Луке. Оснивач је и недјељника "Коридор 7".
У марту 1990. заједно са колегом Бором Марићем, новинарем формирао је бањолучки одбор Демократске странке у Бањалуци, да би већ у августу 1990. постао члан СДС. Већ у октобру 1990. је изабран за потпредсједника Градског одбора ове странке у Бањој Луци и именован за шефа Регионалног информативног центра Босанске Крајине. Након вишестраначких избора и почетка рата у СР Хрватској 1991. учествује у организацији и обуци добровољачких јединица које су слате у Републику Српску Крајину као помоћ у одбрани српског народа. На заједничкој скупштини влада Аутономне регије Крајина и Книнске крајине у Грахову јула 1991. изабран је за секретара за информисање у влади Аутономне регије Крајина. Заједно са Анђелком Граховцем и Вељком Миланковићем и његовим одредом учествује у преузимању ТВ релеја на Козари. Са добровољачким одредом Вељка Миланковића током августа 1991. учествује у борбама у Западној Славонији. Именовање добровољачког одреда у "Вукови са Вучијака" са командантом Миланковићем одлучено је на положајима у селу Млака код Јасеновца од стране Боривоја Сендића и Млађеновића. Дужност начелника штаба ове јединице Млађеновић је обављао до 11. октобра 1993. Из СДС је иступио 1999. Испред Републиканског савеза био је кандидат за предсједника Републике Српске на изборима одржаним 2002.

## Стрип
Творац је сатиричног стрипа о Кочићевом Давиду Штрпцу. Овај стрип представља, као ликовни израз, својеврсну филозофију и размишљање бритког ума, преточеног у цртеж овог јунака. Први каиш стрипа "Давид Штрбац" изашао је 2. априла 1973. и од тада је три пута седмично непрекидно излазио до 31. марта 1978. када настаје прекид у излажењу. Када је 8. фебруара 1983. "Глас" постао дневни лист, "Давид Штрбац" се поново појављује, излазећи свакодневно, уз мале прекиде, све до 21. децембра 1991. када излази посљедњи каиш. Послије краћег времена "Давид Штрбац" је излазио у форми карикатуре на насловној страни "Недјељног гласа", да би 1992. потпуно нестао. Давид је био и остао један посебан печат времена у којем се живјело, некада лакше, некада теже, али издржавало се. Кроз Давидову духовитост и опаске, у ствари, провијавао је Млађеновићев осјећај критике и самокритике, специфично преношени разни моменти друштвеног живота у времену у којем је аутор живио. Послије дуже паузе стрип ће се поново појавити на задњој страни "Гласа Српске" 2004, овај пут у колору. У складу са новим временом, Млађеновићев "Давид Штрбац" успјешно је наставио бритким хумором да исмијава постратну стварност оптерећену разним облицима криминала. Интересантно је да је овај стрип наставио да излази једно кратко вријеме по ауторовој смрти. Спремајући се за боравак у болници, Млађеновић је направио извјестан број наставака, рачунајући на своје краткотрајно одсуство.
Паралелно са Давидом Штрпцем, од 23. јануара 1982. у Гласу се једанпут седмично појављује јунак Биберче, необични дјечак са врло шароликим друштвом: Злоћо, Луфт, Балон, Тале, Монструм... Овај стрип цртан је у форми каиша, а послије и без квадратића, што је било карактеристично и за "Давида Штрпца" у каснијој фази објављивања. И "Биберче" је имао прекиде у излажењу, па тако први настаје од 11. децембра 1983. да би се поново појавио 28. септембра 1985. у оквиру рубрике "Он, Она, Оно", такође једанпут седмично. Посљедњи каиш "Биберчета" изашао је 16/17. маја 1987. Поред ових дужих стрип серијала, Млађеновић је у форми каиша, цртао и рекламне стрипове о Привредној банци Сарајево у времену од 1977. до 1981. и то у периоду када није радио "Давида". У почетку излажења ове стриповане рекламе су ишле из броја у број (у 1977. години 16 различитих наставака), да би 1981. излазиле веома ријетко, а затим потпуно престале. Објављиване су на задњој страни, да би се посљедњих година преселиле на неку од унутрашњих страна (најчешће је то била предзадња). Дугогодишње бављење стриповима краћих форми, који су, били његова специјалност, резултирало је издавањем свеске, првог стрипског албума у Бањој Луци. У оквиру едиције "Гласова свеска број 6" на 32 странице је 1987. представљен његов најуспешнији стрип "Давид Штрбац", у 84 каиша. Млађеновић је 1974. нацртао стрип од четири табле, форми коју је веома ријетко радио. Стрип се звао "Злоћо Монструм", међутим никада није објављен. Добитник је бројних награда како за стрип тако и за краткометражне филмове.
Преминуо је 28. априла 2007. у Бањалуци. Сахрањен је 30. априла на гробљу Свети Пантелија у Бањој Луци.

## Признања
- Орден Његоша I реда
- Орден Његоша II реда
- Медаља за храброст